# ドルトムント - グローナウ線
ドルトムント - グローナウ線（ドイツ語: Bahnstrecke Dortmund–Gronau）はドイツ連邦共和国ノルトライン＝ヴェストファーレン州ドルトムントとオランダ国境に隣接するグローナウを結ぶ鉄道路線である。かつてのドルトムント・グローナウ・エンスヘデ鉄道会社（Dortmund-Gronau-Enscheder Eisenbahn-Gesellschaft, DGE）が開通した、ルール地方東部からオランダのエンスヘデに至る鉄道はこの路線の原型に当たる。

## 歴史
DEGは建設工事をドルトムント市の東部で開始して、起点のドルトムントDGE駅は現在にドルトムント旧東駅である。ケルン・ミンデン鉄道（Cöln-Mindener Eisenbahn-Gesellschaft, CME）の本線一部であるドルトムント - ハム区間と横切ることは必要であった。リューネン北駅に至る部分は1874年11月25日に開通されて、旅客営業は一週間後始まった。6か月後DGEの列車はデュルメン駅まで走行できて、デュルメンではヴァンネアイケル - ハンブルク線と十字型に交差することとなった。デュルメンDGE駅は当時にCME駅と離れて北西向けに設置された。DEG鉄道は1875年8月1日にコースフェルトまで、同年9月30日にグローナウまで延長された。一方、グローナウ - エンスヘデ間ではプロイセン王国とオランダ王国間の協定により工事は実行され、その区間は1875年10月15日に開通された。
1879年にライン鉄道会社（Rheinische Eisenbahn-Gesellschaft）はデュースブルク - クヴァーケンブリュッケ線を開通して、コースフェルト駅はX字形態の乗り換え駅となった。
1930年代に新しい水路はドルトムント・エムス運河の改修・直線化とために設計された。工事の過程で新しい鉄道橋はSt52鋼材のワーレントラス構造で建設されて、運河と鋭角で交差することとなった。1946年にゼルムバイファング駅が設置されて、通称「非常制動駅（Bahnhof Notbremse）」と呼ばれる。その由来は炭鉱労働者が帰宅の時、バイファング丘で習慣的に非常ブレーキを扱ったことである。鉄道警察はブレーキ誤用行為を防止できなかったので、停車駅は結局正式に開業された。
2007年にリューネン - グローナウ間は地方交通線に格下げされた。

## 運行形態
ICE42列車およびICE43列車はこの路線を経由してミュンスターへ向かうが、ドルトムント中央駅のみで停車する。地域輸送の場合、ドルトムント市内区間の運賃はライン＝ルール運輸連合により管理されている。リューネンプロイセン - グローナウ間はヴェストファーレン運賃連合（Westfalentarif）の運賃制適用区間である。
- 普通列車（RB 50）: ドルトムント - キルヒデルネ - デルネ - プロイセン - リューネン - ミュンスター。60分ごとに運行。
- 普通列車（RB 51）: ドルトムント - キルヒデルネ - デルネ - プロイセン - リューネン - ボルク - バイファング - ゼルム - リューディングハウスゼン - デュルメン - レッテ - コースフェルト - ローゼンダール＝ホルトヴィック - レークデン - アーハウス - エーペ - グローナウ - エンスヘデ。60分ごとに運行[9]。使用車両は643形気動車。